# Гулдинг, Анна
Анна Гулдинг (англ. Anna Goulding; 24 сентября 1992, Вайкая, Южный остров, Новая Зеландия) — новозеландская хоккеистка, игравшая на позиции защитника. Игрок национальной сборной Новой Зеландии, в составе которой выступала на 6-и дивизионных турнирах чемпионата мира, в 2015 году являлась капитаном. В чемпионате Новой Зеландии играла за команду «Саутерн». В сезоне 2015/16 выступала за клуб женского чемпионата Швеции (Рикссериен) «Лександ» и его фарм-клубы. В 2017 году участвовала на драфте Канадской женской хоккейной лиги (CWHL), где была выбрана в 11-м раунде под общим 79-м номером клубом «Пирс Ривер Шаркс».

## Биография
Анна Гулдинг родилась в небольшом городе Вайкая, расположенном на Южном острове. На ферме, где она росла, был обустроен каток. Её брат обучался катанию и хотел стать фигуристом. В хоккей с шайбой Гулдинг начала играть в 10 лет, записавшись на курсы. До этого она пять лет занималась хоккеем на траве. С 14-ти лет Анна играла в чемпионате Новой Зеландии за команду «Саутерн». В 2008 году она дебютировала в составе сборной Новой Зеландии. После Зимних Олимпийских игр 2010 в Ванкувере президент Международного олимпийского комитета (МОК) Жак Рогге призвал хоккейные страны помочь в развитии данного вида спорта другим государствам с целью повышения уровня игры по всему миру. Женская хоккейная федерация Торонто стала помогать хоккеисткам Новой Зеландии. Одним из тренеров по улучшению навыков была Кори Чевери, игрок Канадской женской хоккейной лиги (CWHL) «Торонто Аэрос». Чевери отметила потенциал в игре Гулдинг, из-за чего новозеландка решила переехать в 2012 году в Торонто для обучения в Йоркском университете и повышения своего уровня хоккея. В 2011 году Анна была включена в состав сборной для участия в четвёртом дивизионе чемпионата мира. Новозеландки выиграли все матчи и квалифицировались на уровень выше.
Гулдинг регулярно играла за сборную на чемпионатах мира. На турнире 2015 года она была назначена капитаном новозеландской команды. По итогам данного соревнования Анна впервые была признана лучшим игроком своей сборной по версии тренеров. В 2015 году Гулдинг подписала контракт с клубом женского чемпионата Швеции (Рикссериен) «Лександ». В рамках подготовки к игре в Европе новозеландка дважды в неделю ездила Куинстаун для работы со шведским тренером Йенни Ассерхольт. В составе «Лександа» Гулдинг сыграла в 19-ти матчах регулярного чемпионата, отдав одну результативную передачу при показателе полезности «−8». По ходу чемпионата Анна также проводила матчи за фарм-клубы в первом и втором дивизионах чемпионата Швеции. Из-за участия «Лександа» в плей-офф новозеландка пропустила свой шестой подряд чемпионат мира. По окончании сезона 2015/16 Гулдинг покинула шведский чемпионат. Она приняла участие в группе B второго дивизиона чемпионата мира 2017. На этом турнире Анна показала свою лучшую результативность, набрав 5 (2+3) очков в пяти играх. Летом 2017 года новозеландка участвовала на драфте CWHL, где была выбрана в 11-м раунде под общим 79-м номером клубом «Пирс Ривер Шаркс».

## Стиль игры
Гулдинг стала правшой из-за пятилетнего опыта игры в хоккее на траве. Новозеландка являлась защитником атакующего плана, отличавшаяся агрессивными действиями перед воротами и в углах площадки.

## Статистика
| Легенда | Легенда                    | Легенда | Легенда                   | Легенда | Легенда    |
| ------- | -------------------------- | ------- | ------------------------- | ------- | ---------- |
| И       | Количество проведённых игр | Штр     | Штрафное время            | +/−     | Плюс-минус |
| Г       | Голы                       | П       | Голевые передачи          | О       | Очки       |
| -       | Статистика неизвестна      | —       | Статистика не учитывалась |         |            |

### Международная
По данным: Eurohockey.com и Eliteprospects.com

## Достижения
Командные
| Год  | Команда        | Достижение                                          | Достижение |
| ---- | -------------- | --------------------------------------------------- | ---------- |
| 2011 | Новая Зеландия | Победительница четвёртого дивизиона чемпионата мира |            |

Личные
| Год  | Команда        | Достижение                                                                           | Достижение |
| ---- | -------------- | ------------------------------------------------------------------------------------ | ---------- |
| 2015 | Новая Зеландия | Лучший игрок команды по версии тренеров в группе B второго дивизиона чемпионата мира |            |

- По данным Eliteprospects.com.